# Regis Felisberto Masarim
Regis Felisberto Masarim (* 6. März 1973) ist ein ehemaliger brasilianischer Fußballspieler.

## Karriere
Regis spielte in seiner brasilianischen Heimat für den CR Flamengo aus Rio de Janeiro. Im Jahr 1992 unterschrieb er einen Vertrag beim japanischen Erstligisten Kashima Antlers. Für Kashima bestritt er acht Erstligaspiele. 1993 wurde er mit dem Verein Vizemeister der J1 League. 1994 kehrte er zu Flamengo zurück. Danach spielte er bei CA Bragantino, União Madeira, Mogi Mirim EC, CFZ do Rio und SE Veneciano.

## Erfolge
Kashima Antlers
- Japanischer Vizemeister: 1993